# Aesiotyche
Aesiotyche is een kevergeslacht uit de familie van de boktorren (Cerambycidae). De wetenschappelijke naam van het geslacht werd voor het eerst geldig gepubliceerd in 1865 door Pascoe.

## Soorten
Aesiotyche is monotypisch en omvat slechts de volgende soort:
- Aesiotyche favosa Pascoe, 1865